# Andreas von Bernstorff (Diplomat)

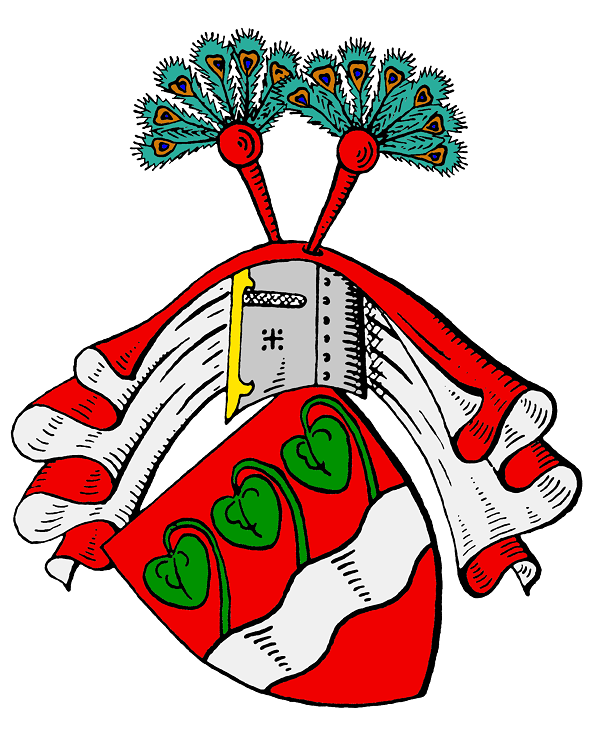
Stammwappen derer von Bernstorff

Andreas von Bernstorff (* 1604; † 24. Juni 1655 in Ratzeburg) war ein deutscher Hofmeister, Domherr und Diplomat.

## Leben

### Herkunft und Familie
Andreas von Bernstorff entstammte dem Uradelsgeschlecht Bernstorff, aus dem zahlreiche namhafte Persönlichkeiten hervorgegangen sind. Er war ein Sohn des Joachim Bernstorff (1582–1623) und dessen Ehefrau Ingeborg von Zepelin (* 1580). Sein jüngerer Bruder Joachim (* 1609) gilt als der Stammvater der Familie.
Am 11. Februar 1644 heiratete er Anna Elisabeth von Bülow-Hundorf († 1673). Aus der Ehe sind die Kinder Joachim (*/† 1644), Andreas Gottlieb (1649–1726), Minister im Kurfürstentum Braunschweig-Lüneburg, Hans Valentin (* 1650) und  Barthold Hartwig (* 1654) hervorgegangen.

### Werdegang und Wirken
Bereits 1608 hatte sein Vater ihn mit einer Präbende am Ratzeburger Dom versorgt. Die Stelle als Domherr trat er 1643 an.
In den 1630er Jahren war er Rat des Herzogs August von Braunschweig-Wolfenbüttel und eine kurze Zeit Hofmeister des Erbprinzen Rudolf August von Braunschweig-Wolfenbüttel. In dieser Funktion war er einer der ersten Beamten am Fürstenhof und für die Hauswirtschaft und die Fürsorge seines Dienstherrn verantwortlich. Für die Herzogin Katharina von Sachsen-Lauenburg war er ebenfalls als Hofmeister tätig.
1643 trat er kurz nach seinem Dienstantritt mit dem neuen Herrn des Bistums Ratzeburg, Gustav Adolf Herzog zu Mecklenburg, in Verhandlungen.
Als Abgesandter des Domkapitels Ratzeburg nahm er in Osnabrück an den Verhandlungen teil, die 1648 zum Westfälischen Frieden geführt haben.
Mit dieser Mission war er der erste Diplomat der Familie und stand damit am Anfang einer langen Tradition.
Bernstorff gelang es nicht, den Erhalt des Bistums Ratzeburg zu sichern. Er konnte lediglich erreichen, dass den verbliebenen Domherren ihre Bezüge weiterbezahlt wurden.
Das Hochstift Ratzeburg wurde endgültig säkularisiert und als Fürstentum Ratzeburg dem Haus Mecklenburg zugesprochen. Gegenüber dem Herzog Christian Ludwig von Mecklenburg musste er die Interessen des Domkapitels vertreten.
Bei seinem Tod im Jahre 1655 hinterließ er seine fünfköpfige Familie in gesicherten Verhältnissen. Im Schloss Gartow legte er den Grundstock für eine bedeutende Bibliothek.